# Hands All Over
《Hands All Over》(핸즈 올 오버)는 미국의 팝 록 밴드 마룬 5의 세 번째 정규 음반이다. 음반 발매에 앞서 첫 번째 싱글 "Misery"를 2010년 6월 22일 발매했다. 2011년 6월 21일에는 크리스티나 아길레라가 피처링한 네 번째 싱글 "Moves Like Jagger"를 발매했는데, 빌보드 핫 100 1위는 물론 20여개가 넘는 국가에서 1위를 했다. 이 노래는 발매 후부터 전세계적으로 1500만장이 넘는 판매량을 보이며 세계에서 가장 많이 팔린 싱글 목록에 이름을 올렸다.
2011년 대한민국에서는 두 번째 내한 공연을 기념해 내한 공연 기념반(Hands All Over:Korea Tour Edition)이 발매되었다.

## 음반 커버
2010년 7월 1일에 음반 커버가 공개되었다. 음반 커버의 영국 벅스턴 19살 사진가 로지 하디(Rosie Hardy)가 자신을 모델로 찍은 것이다. 그녀는 한 시간만에 그녀의 방에서 사진을 찍었다고 한다.

## 싱글
- 첫 번째로 발매된 리드 싱글은 "Misery"로, 2010년 6월 22일에 발매되었다. 뮤직 비디오는 조셉 칸(Joseph Kahn)이 감독하였다.[6] 빌보드 핫 100에서 14위를 기록하였다.
- 두 번째 싱글은 "Give A Little More"로, 2010년 8월 17일에 발매되었다. 뮤직 비디오는 폴 헌터(Paul Hunter)가 감독하였다.[7]
- 세 번째 싱글은 "Never Gonna Leave This Bed"로, 2011년 1월에 오스트레일리아의 라디오에서 발매되었다. 2011년 1월 12일에 촬영되었다.[8] 2011년 2월 4일 공개되었다.[9]
- 네 번째 싱글은 크리스티나 아길레라가 피처링한 "Moves Like Jagger"이다. 2011년 6월 21일에 발매되었으며, 후에 이 곡을 포함해서 Hands All Over가 재발매되었다. 8위로 빌보드 핫 100에 데뷔하였으며, 2011년 8월 31일에는 1위를 하였다. 이는 2007년 "Makes Me Wonder"에 이어 마룬 5의 두 번째 빌보드 핫 100 1위곡이 되었다.[10]

### 그 외의 곡들
- "Hands All Over"의 뮤직 비디오는 2010년 12월 22일에 공개되었다. 돈 타일러(Don Tyler)가 감독을 했으며, 밴드 멤버들과 여자들이 애니메이션화되어서 나온다.[11]
- "Runaway"의 뮤직 비디오는 2011년 4월 4일에 공개되었으며, 다섯 멤버들 대신에 한 남자가 바다에서 서핑을 즐기는 모습을 담고 있다.[12]
- "Out Of Goodbyes"의 뮤직 비디오는 2011년 5월 16일에 공개되었으며 드와이트 요아캄과 다이오라 베어드가 출연하였다.[13] 레이디 엔터벨룸이 피처링하였다.
- "Stutter"는 미국 빌보드 핫 100에서 음반 발매와 동시에 엄청난 디지털 다운로드를 보이며 84위에 올랐다.[14][15]

## 수록곡
| #             | 제목                                         | 작사·작곡                                                    | 프로듀서                                     | 재생 시간 |
| ------------- | -------------------------------------------- | ------------------------------------------------------------ | -------------------------------------------- | --------- |
| 1.            | 〈"Misery"〉                                 | 애덤 리바인, 제시 카마이클, 샘 패러                          | 로버트 존 "머트" 랭(Robert John "Mutt" Lang) | 3:36      |
| 2.            | 〈"Give A Little More"〉                     | 애덤 리바인, 제시 카마이클, 제임스 밸런타인                  | 로버트 존 "머트" 랭                          | 3:00      |
| 3.            | 〈"Stutter"〉                                | 애덤 리바인, 샘 패러, 맷 플린                                | 로버트 존 "머트" 랭                          | 3:16      |
| 4.            | 〈"Don't Know Nothing"〉                     | 애덤 리바인, 샘 패러                                         | 로버트 존 "머트" 랭                          | 3:19      |
| 5.            | 〈"Never Gonna Leave This Bed"〉             | 애덤 리바인                                                  | 로버트 존 "머트" 랭                          | 3:16      |
| 6.            | 〈"I Can't Lie"〉                            | 애덤 리바인, 샘 패러                                         | 로버트 존 "머트" 랭                          | 3:31      |
| 7.            | 〈"Hands All Over"〉                         | 애덤 리바인, 샘 패러, 제시 카마이클                          | 로버트 존 "머트" 랭                          | 3:12      |
| 8.            | 〈"How"〉                                    | 애덤 리바인, 제시 카마이클, 샘 패러, 숀 텔레즈(Shawn Tellez) | 로버트 존 "머트" 랭                          | 3:36      |
| 9.            | 〈Get Back In My Life〉                      | 애덤 리바인, 제시 카마이클, 제임스 밸런타인                  | 로버트 존 "머트" 랭                          | 3:37      |
| 10.           | 〈Just A Feeling〉                           | 애덤 리바인, 제시 카마이클                                   | 로버트 존 "머트" 랭                          | 3:46      |
| 11.           | 〈Runaway〉                                  | 애덤 리바인, 샘 패러, 노아 패소보이(Noah Passovoy)           | 로버트 존 "머트" 랭                          | 3:01      |
| 12.           | 〈Out Of Goodbyes (레이디 엔터벨룸과 함께)〉 | 애덤 리바인, 제시 카마이클, 제임스 밸런타인                  | 로버트 존 "머트" 랭                          | 3:16      |
| 총 재생 시간: | 총 재생 시간:                                | 총 재생 시간:                                                | 총 재생 시간:                                | 40:26     |

전체 작사·작곡: 애덤 리바인, 벤자민 레빈(Benjamin Levin), 아마 마릭(Ammar Malik), 쉘백(Shellback)
| #             | 제목                                                | 프로듀서          | 재생 시간 |
| ------------- | --------------------------------------------------- | ----------------- | --------- |
| 13.           | 〈"Moves Like Jagger" (Feat. 크리스티나 아길레라)〉 | 베니 블랑코, 쉘백 | 3:21      |
| 총 재생 시간: | 총 재생 시간:                                       | 총 재생 시간:     | 43:47     |

| #   | 제목                         | 작사·작곡                                         | 프로듀서            | 재생 시간 |
| --- | ---------------------------- | ------------------------------------------------- | ------------------- | --------- |
| 19. | 〈"The Air That I Breathe"〉 | 애덤 리바인, 제임스 밸런타인, 토미 킹(Tommy King) | 로버트 존 "머트" 랭 | 3:17      |
| 20. | 〈"Last Chance" (라이브)〉   | 애덤 리바인, 샘 패러                              | 로버트 존 "머트" 랭 | 3:12      |

| #   | 제목                                              | 재생 시간 |
| --- | ------------------------------------------------- | --------- |
| 13. | 〈"Crazy Little Thing Called Love" (퀸 커버 곡)〉 | 3:14      |

## 참여 인원
- 애덤 리바인 - 리드 보컬, 기타, 작사작곡
- 제시 카마이클 - 키보드, 피아노, 보컬, 작사작곡
- 미키 매든 - 베이스 기타, 보컬, 작사작곡
- 제임스 밸런타인 - 기타, 보컬, 작사작곡
- 맷 플린 - 드럼, 퍼커션, 작사작곡

추가적인 음악가
- Lenny Castro - 추가적인 타악기
- Bruce Bouton - 추가적인 기타
- 토미 킹(Tommy King) - 작사작곡
- 프레디 머큐리 - 작사작곡
- 로버트 머트 랭 - 프로듀싱
- 쉘백 - 프로듀싱
- 크리스티나 아길레라 - 보컬
- 레이디 엔터벨룸 - 보컬
- 샘 패러 - 작사작곡, 프로듀싱

## 차트 성적
| 차트 (2010년 ~ 2011년)               | 최고 순위 |
| ------------------------------------ | --------- |
| 오스트레일리아 앨범 (ARIA)           | 7         |
| 오스트리아 앨범 (Ö3 오스트리아)      | 20        |
| 벨기에 앨범 (울트라탑 플랑드르)      | 48        |
| 벨기에 앨범 (울트라탑 왈로니아)      | 21        |
| 캐나디안 앨범 (빌보드)               | 5         |
| 덴마크 앨범 (히트리스트)             | 20        |
| 네덜란드 앨범 (메하하르츠)           | 8         |
| 유럽 탑 100 음반                     | 7         |
| 핀란드 앨범 (수오멘 비랄리넨 리스타) | 46        |
| 프랑스 앨범 (SNEP)                   | 16        |
| 독일 앨범 (미디어 컨트롤)            | 17        |
| 그리스 앨범 (IFPI)                   | 7         |
| 헝가리 앨범 (MAHASZ)                 | 18        |
| 아일랜드 앨범 (IRMA)                 | 13        |
| 이탈리아 앨범 (FIMI)                 | 10        |
| 일본 음반 차트                       | 3         |
| 멕시코 앨범 (탑 100 멕시코)          | 19        |
| 뉴질랜드 앨범 (레코디드 뮤직 NZ)     | 12        |
| 폴란드 앨범 (ZPAV)                   | 49        |
| 포르투갈 앨범 (AFP)                  | 18        |
| 스페인 앨범 (PROMUSICAE)             | 23        |
| 스웨덴 앨범 (스베리예토프리스탄)     | 50        |
| 스위스 앨범 (슈바이처 히트파라데)    | 10        |
| 영국 음반 (OCC)                      | 6         |
| 미국 빌보드 200                      | 2         |
| 미국 디지털 앨범 (빌보드)            | 1         |
| 미국 탑 카탈로그 앨범 (빌보드)       | 2         |
| 미국 탑 테이스트메이커 앨범 (빌보드) | 4         |

| 

### 연말 차트
| 차트 (2011년)            | 순위 |
| ------------------------ | ---- |
| 오스트레일리아 음반 차트 | 91   |
| 캐나다 음반 차트         | 50   |

| 차트 (2012년)      | 순위 |
| ------------------ | ---- |
| 미국 빌보드 핫 200 | 46   |

## 인증 및 판매량
| 국가     | 공급        | 인증        | 판매량/출하량  |
| -------- | ----------- | ----------- | -------------- |
| 대한민국 | 가온 차트   |             | 23,000+        |
| 캐나다   | 뮤직 캐나다 | 플래티넘    | 80,000         |
| 프랑스   | SNEP        | 골드        | 50,000         |
| 일본     | RIAJ        | 골드        | 100,000        |
| 필리핀   | PARI        | 2× 플래티넘 | 30,000         |
| 영국     | BPI         | 플래티넘    | 300,000        |
| 미국     | RIAA        | 플래티넘    | 1,079,000      |
| 전 세계  |             |             | 3,000,000 이상 |

## 발매일
| 지역           | 발매일          | 레이블              | 포맷                           |
| -------------- | --------------- | ------------------- | ------------------------------ |
| 대한민국       | 2010년 8월 18일 | 유니버설 인터내셔널 | CD, 디지털 다운로드            |
| 일본           | 2010년 9월 15일 | 유니버설 인터내셔널 | CD, 디지털 다운로드            |
| 독일           | 2010년 9월 17일 | A&M/옥톤            | CD, 디지털 다운로드            |
| 오스트리아     | 2010년 9월 17일 | A&M/옥톤            | CD, 디지털 다운로드            |
| 스위스         | 2010년 9월 17일 | A&M/옥톤            | CD, 디지털 다운로드            |
| 오스트레일리아 | 2010년 9월 17일 | A&M/옥톤            | CD, 디지털 다운로드            |
| 영국           | 2010년 9월 20일 | 폴리도르            | CD, 디지털 다운로드            |
| 프랑스         | 2010년 9월 20일 | 폴리도르            | CD, 디지털 다운로드            |
| 미국           | 2010년 9월 21일 | A&M/옥톤            | CD, 디지털 다운로드            |
| 브라질         | 2010년 9월 21일 | 유니버설 뮤직       | CD, 디지털 다운로드            |
| 인도           | 2010년 8월 1일  | 유니버설 뮤직       | CD                             |
| 미국           | 2011년 8월 1일  | A&M/옥톤            | CD, 디지털 다운로드 (재발매반) |
| 독일           | 2011년 8월 29일 | A&M/옥톤            | CD, 디지털 다운로드 (재발매반) |
| 영국           | 2011년 9월 5일  | 폴리도르            | CD, 디지털 다운로드 (재발매반) |
| 폴란드         | 2011년 9월 30일 | 유니버설 뮤직       | CD, 디지털 다운로드 (재발매반) |
| 일본           | 2011년 8월 5일  | 유니버설 인터내셔널 | CD, 디지털 다운로드 (재발매반) |